# Gran Premio del Venezuela
La Gran Premio del Venezuela è stata una corsa automobilistica di velocità in circuito.

## Storia
La corsa ebbe quattro edizioni, dal 1954 al 1957, ed era relativa alle vetture sport. Disputatasi a Caracas, per le prime edizioni non ebbe validità iridata, solo nell'ultima edizione ebbe valore mondiale come ultima gara del Campionato mondiale vetture sport 1957. La gara, denominata 1000 km di Caracas, fu vinta dall'equipaggio Peter Collins/Phil Hill a bordo di una Ferrari 335 S.
Già vincitore dell'edizione del 1955, per Juan Manuel Fangio quella del 1956 rappresentò anche l'ultima gara disputata alla guida della Ferrari.

## Albo d'oro
| Anno | Nome                      | Piloti                  | Vettura  | Resoconto |
| ---- | ------------------------- | ----------------------- | -------- | --------- |
| 1954 | Gran Premio del Venezuela | William Bell            | Lotus    | Resoconto |
| 1955 | Gran Premio del Venezuela | Juan Manuel Fangio      | Maserati | Resoconto |
| 1956 | Gran Premio del Venezuela | Stirling Moss           | Maserati | Resoconto |
| 1957 | Gran Premio del Venezuela | Peter Collins Phil Hill | Ferrari  | Resoconto |